# Proceroplatus graphicus
Proceroplatus graphicus är en tvåvingeart som först beskrevs av Frederick Askew Skuse 1888.  Proceroplatus graphicus ingår i släktet Proceroplatus och familjen platthornsmyggor. Inga underarter finns listade i Catalogue of Life.